# Об Єзеру (стадіон)
Міський стадіон «Об Єзеру» (словен. Mestni stadion Ob jezeru, досл. «міський стадіон на березі озера») — багатофункціональний стадіон у Веленьє, Словенія. Використовується переважно для футбольних матчів і є домашнім стадіоном клубу «Рудар». Стадіон також використовується для занять легкою атлетикою. Побудований у 1955 році. Після реконструкції 1992 року отримав криту трибуну на 1864 глядачі. У 1998 році на стадіоні встановлено прожектори. Вміщує 2341 сидяче місце, також має зони для стояння.
У 1998 році молодіжна команда Словенії провела на цьому стадіоні 2 матчі відбіркового турніру до чемпіонату Європи.